# Fudbalski klub Banat Zrenjanin
Il Fudbalski klub Banat Zrenjanin (serbo: ФК Банат Зрењанин) è una società calcistica serba con sede nella città di Zrenjanin. Nella stagione 2010/11 milita nella Prva Liga Srbija, la divisione di secondo livello del campionato serbo.
Fondata il 25 gennaio 2006 dalla fusione tra il "Budućnost" di Banatski Dvor e il "Proleter Zrenjanin" (club che cessò di esistere ufficialmente nel dicembre 2005), gioca nello Stadio "Karađorđev Park", il vecchio stadio del Proleter Zrenjanin.

## Palmarès

### Competizioni nazionali
- Prva Liga Srbija: 1

2004-2005
- Druga liga Srbije i Crne Gore: 1

2002-2003 (girone nord)

### Altri piazzamenti
- Coppa di Serbia:

Finalista: 2003-2004
Semifinalista: 2006-2007, 2008-2009
- Druga liga SR Jugoslavije:

Secondo posto: 2001-2002 (girone nord)
- Srpska Liga:

Secondo posto: 1999-2000 (girone Voivodina)